# 卢守祥
卢守祥（1953年10月—），男性，汉族，中共党员，甘肃省景泰县人，中华人民共和国政治人物。曾任遵义市人民政府市长，贵州省国资委主任、党委书记，贵州省政協经济委员会副主任等职务。

## 生平
卢守祥祖籍甘肃省景泰县中泉乡胡麻水村（今景泰县中泉鎮），1969年加入中国人民解放军，1975年退役转业，历任中国共青团贵阳市委青工部部长，贵阳市人民政府办公厅三处处长、市政府秘书长，1993年出任贵州省国家安全厅副厅长，2000年转任贵阳市人民政府副市长。
2002年12月，外放至遵义市，随即当选为遵义市人民政府市长。2003年，当选为第十屆全國人民代表大會代表，代表贵州省选区。2006年，调离遵义，回到贵阳，转任贵州省人民政府国有资产监督管理委员会副主任，并于翌年升任贵州省国资委主任，直到2012年2月去职。2013年1月，以特别邀请人士的身份当选为贵州省第十一届政协委员、经济委员会副主任。2017年1月，他卸任贵州省经济委员会副主任职务，退休。